# Jacques Vaillant de Guélis
Pour les articles homonymes, voir Vaillant et Guélis.
 (avril 2012).
Jacques Vaillant de Guélis (6 avril 1907 - 7 août 1945) fut, pendant la Seconde Guerre mondiale, un agent secret franco-britannique du Special Operations Executive (SOE), section F.

## Identités
- État civil : Jacques Théodore Paul Marie Vaillant de Guélis
- Comme agent du SOE, section F :
  - LEVEE (mission FACADE, 1941)
  - MANOMÈTRE (mission TILLEUL, 1944)
  - « Théodore ».

Parcours militaire : grade captain, puis major ; matricule 184312.

## Famille
- Famille originaire de Cardiff, et impliquée dans l'exportation de charbon gallois en Bretagne.
- Son père : Raoul Vaillant de Guélis. (Mort pour la France)
- Sa mère : Marie Barbier.
- Sa femme : Rose Béryl Richardson ; mariage à Londres le 26 février 1938 ; ils n'eurent pas d'enfant.

## Éléments biographiques

### Premières années
Jacques Vaillant de Guélis naît le 6 avril 1907 à Cardiff, comté de Glamorgan.

### Pendant la guerre

#### Interprète
Jacques Vaillant de Guélis étant bilingue devient l'interprète personnel de Lord Gort, commandant du corps expéditionnaire britannique en France. Fait prisonnier, il réussit à s'évader avec son cadet André Simon. Le général Brooke, qui les a connus tous deux en France, les propose d'emblée à Colin Gubbins.

#### État-major de la section F
La section F du SOE recrute de Guélis à l'origine comme briefing officer, c'est-à-dire chargé des séances d'information. Ayant été l'un des premiers Anglais éduqués à observer les conditions de l'occupation allemande et la réaction des populations, on lui fait rencontrer Churchill. En tant qu'officier d'état-major, il lui est en principe interdit d'aller sur le terrain, mais le SOE fait une exception.

#### Mission en France (août 1941)
Trois mois après l'arrivée du premier agent SOE en France, Jacques Vaillant de Guélis est envoyé en France pendant un mois pour y effectuer une mission comprenant les volets suivants :
- prendre contact avec Pierre de Vomécourt et BOMBPROOF (Georges Bégué), sur le terrain depuis mai.
- recruter des agents sur place (chefs de réseau, opérateurs radio, courriers) et les ramener en Angleterre ;
- trouver des arrangements pour les questions financières ;
- repérer les possibilités de débarquement sur la côte des Bouches-du-Rhône et d’exfiltration par felouques ou sous-marins ;
- préparer la voie à Virginia Hall, premier agent envoyé comme « permanent » du SOE en France ;
- collecter des spécimens de papiers (cartes d'alimentation, certificats de démobilisation, etc.) ;

Parachuté à l'aveugle, en même temps que Gilbert Turck, dans la nuit du 6 au 7 août 1941, il se casse une jambe à l'atterrissage, ce qui le fera souffrir en permanence pendant sa mission, et perd de vue Gilbert Turck, largué trop loin.
Le bilan de sa mission, qui dure tout le mois d'août, est le suivant :
- Par l'intermédiaire de Max Hymans, il a recruté plusieurs agents, mais sans pouvoir les ramener : le docteur Élie Lévy, d'Antibes ; Philippe Liewer (futur major Staunton), Jean Bouguennec (alias Garel), Robert Lyon et Jean Pierre-Bloch[3].
- L’action de repérage n'a rien donné, mais il a pu confier à Gilbert Turck les relations qu'il s'était faites chez les pêcheurs de Camargue.
- Il a établi les premiers contacts à Lyon pour Virginia Hall, premier « permanent » du SOE en France.
- Il a recueilli les spécimens de papiers.

#### Retour à Londres
Récit de son retour de mission (4 septembre 1941)
C'est Georges Bégué qui organisa avec Londres le rapatriement par Lysander, le premier de ce type effectué par le SOE. Jacques de Guélis devait se charger lui-même de la réception de l'avion, et il faillit bien manquer au rendez-vous : au moment même où il s'apprêtait à quitter son hôtel après le dîner, pour rejoindre tranquillement à vélo le point d'atterrissage choisi, les gendarmes vinrent faire un contrôle de routine des papiers de tous les présents, et ils prirent leur temps. Lorsque ce fut enfin terminé, de Guélis, qui avait dissimulé à grand peine son impatience, dut pédaler comme un fou. Il entendait déjà le moteur de l'avion. Il sauta à bas de sa machine, ouvrit une clôture, disposa les torches en toute hâte... Seulement, ce n'était pas le bon pré. Le pilote Nesbitt-Dufort, commandant de la flotte de Lysander qui venait d'être créée au sein du Squadron RAF No. 138, posa son avion sans encombre, déposa Gerry Morel et embarqua de Guélis. Mais en redécollant, son train d'atterrissage se prit dans un câble électrique, qui resta attaché jusqu'à l'arrivée à Tangmere.

#### Section AMF à Alger
Après le débarquement en Algérie de novembre 1942, le SOE crée une base à Guyotville, à l'ouest d'Alger. Cette base dont le nom de code est MASSINGHAM, comprend des sections nationales. De Guélis dirige l'AMF, unique section nationale française. Durant la deuxième quinzaine de septembre 1943, il participe aux opérations de libération de la Corse, auprès du général Henry Martin et de Paulin Colonna d'Istria : il débarque le 17 du contre-torpilleur Le Fantasque, puis, pour aider les résistants, reste à Ajaccio jusqu’au 20, puis à d’autres endroits de l’île pour repérer et indiquer à Alger les endroits où parachuter des armes. Remplacé par Brooks Richards à la tête de l’AMF, il rentre à Londres fin octobre.

#### Retour à Londres
Rentré à Londres, il est affecté le 19 décembre 1943 au Low Countries, France and Allied French Directorate comme assistant du lieutenant-colonel J. R. H. Hutchinson. En avril 1944, il suit des cours de radiotéléphonie sur les appareils Eureka-Rebecca.

#### Mission interalliée TILLEUL
Le 7 juillet 1944, il est envoyé en France (en Corrèze), comme chef de la mission interalliée TILLEUL, qui comprend sept membres.

### Après la guerre
Après la libération de la France, il est affecté à la SAARF Special Allied Airborne Reconnaissance Force pour aider à coordonner les Résistants et pour fournir un retour de renseignements, essentiellement dans le domaine des conditions de vie des prisonniers de guerre et des camps de concentration. Il est envoyé à travers l'Europe pour rechercher des renseignements. Au cours de cette activité en Allemagne, il est victime d'un accident de voiture entre Flossenbürg et Weiden le 16 mai 1945, des suites duquel il meurt, le 7 août 1945.
Ses cendres reposent à Cathays, Cardiff, pays de Galles.

## Distinctions
- Royaume-Uni : Military Cross, MBE (membre de l'ordre de l'Empire britannique),
- France : Croix de guerre 1939-1945.